# 大漢國
大漢國，中国古代史书记载的域外古国。
- 《梁书·东夷传》记载大汉国，在文身国东五千余里。而文身国，在倭国东北七千余里，大汉国东二万余里又有扶桑国。大汉国没有兵戈，不攻战。风俗并与文身国相同而言语有异。
- 《新唐书·回鹘传》记载拔野古东北有鞠（祴），鞠（祴）之北有大汉。大汉羊马丰饶，人物高大，所以自名大漢。大漢与鞠（祴）都和黠戛斯在剑海（一说为叶尼塞河）之濒相邻。大漢自古没有和中国交通，唐朝貞觀、永徽年间，和鞠（祴）、俞折、驳马（弊剌、遏罗支）奉貂马入朝，或一再至。

吕思勉认为两书记载的大漢是两个地方，《梁书》的大漢相当于北美洲，一说在堪察加半岛。《新唐书》的大漢是高加索人种迁居到西伯利亚的民族。

## 延伸阅读
[在维基数据编辑]
 《欽定古今圖書集成·方輿彙編·邊裔典·大漢部》，出自陈梦雷《古今圖書集成》
 《梁書/卷54》，出自姚思廉《梁書》